# Francis André (artiste)
Pour les articles homonymes, voir Francis André et André.
Francis André, né le 2 juillet 1906 à Mons et mort le 29 avril 1972 à Saint-Josse-ten-Noode, est un écrivain, journaliste, peintre, dessinateur, sculpteur, décorateur, costumier, inventeur et marin belge.

## Formation
Après des études secondaires à l’Athénée de Mons, Francis André s’inscrit à la Faculté de Droit de l’Université Libre de Bruxelles. Il abandonne ses études et s’engage en 1927 comme cadet dans la marine marchande. 

## Œuvre
L’œuvre de Francis André est multiforme : il dessine dès son plus jeune âge. Il adopte dès ses débuts un style graphique qu’il va conserver avec une constance remarquable durant toute sa vie. Albert Dasnoy écrit à ce propos : « Il trouve d’emblée un mode d’expression original, marqué par le style de l’époque, mais néanmoins très personnel et reconnaissable, à la fois caricatural, satirique et onirique. Il y restera fidèle toute sa vie en faisant preuve d’une remarquable continuité, aussi bien dans la technique, qui utilise toutes les ressources du noir et blanc, que dans l’inspiration, qui se caractérise par une vision pessimiste, sarcastique et ironique du monde, une invention mécanique burlesque, mais aussi une aspiration au grand large, à l’évasion et à une inaccessible liberté qui donne à son œuvre une sorte de souffle épique ».
En 1936, Francis André, qui avait auparavant collaboré comme journaliste à plusieurs publications, crée sa propre revue Le Sous-Marin à Voiles, organe indépendant de la navigation dolente et de la petite chanson trouble du contentement maritime. La revue est tirée à trente-cinq exemplaires et sortira quarante-deux numéros.
À partir de 1958, il collabore avec Maurice Huisman, qui l’engage comme décorateur et costumier au Théâtre Royal de la Monnaie à Bruxelles. Il participe à de nombreuses mises en scène, notamment avec Maurice Béjart.
Dans les années 1960, il travaille également avec le sculpteur Olivier Strebelle, à la réalisation de sculptures animées, et avec le frère de ce dernier, Claude Strebelle, architecte coordinateur de la construction du Campus de l’Université de Liège au Sart Tilman. Le taureau que Francis André avait conçu pour le spectacle de Maurice Béjart A la recherche de Don Juan, est ainsi réalisé en format monumental et installé dans la collection du Musée en plein air du Sart Tilman.

## Publications (liste non exhaustive )
- Le sous-marin fantôme, 32 p., sans date.
- 1927
  - Le Cinquième méridien en couleur, Editions du Canard Polynésien, 1927, 40 p., 9 exemplaires.
- 1929
  - Le sous-marin fantôme et les quatre gars qui cherchaient l’ « Espérance ». Histoire avec des images et des hommes mous par Francis André, jeudi 31 octobre 1929, 32 p., 50 exemplaires.
  - Contribution à l’étude de la verrue, par le docteur Phétide, planches du docteur Clebs, 14 p., vendredi 20 décembre 1929.
- 1930
  - Nous, de Pavie. Carnet de route d’un ancien combattant, 1930, 32 p.
  - La machine à faire des diplômés. Nouvel album technique par le clebs phétide, 1930, 12 p., 50 exemplaires.
  - Une étrange disparition, 1930, 20 p., 50 exemplaires.
  - Le Croiseur auxiliaire S/S Malchance, 31 p., 1930.
  - Le Rire noir ou le vaisseau sans espoir. Cauchemar d'une veille d'examen comprenant 1. des images ; 2. le commentaire des images ; 3. le serment d'ivrogne, De Sikkel, 1930, 32 p.
- 1931
  - Le Train de la dernière heure. Préface d'Albert Guislain, Editions du Canard Polynésien, 1931, 51 p. + 4 p., 50 exemplaires.
- 1932 - 193*
  - "Les Nouvelles Illustrées", Les Aventures de Stop et Stib au Pays des Zincs, collaboration à l'Hebdomadaire indépendant pour la jeunesse, editeur Marcel DECQ, blvd de Smet de Naeyer, Bruxelles
- 1933
  - Faits-divers. Six images à propos de faits-divers au fil des mauvais jours, 1933, 6 p.
- 1934
  - Adieu misères, adieu bateau, 1934, 10 p., 50 exemplaires.
  - L’université future sinistre plaisanterie, par le clebs phétide, 1929 ou 1934, 14 p., 20 exemplaires.
  - Solitude, Edition de la Pression et des Six Atmosphères, 1934, 8 p., 50 exemplaires.
- 1935
  - Les hommes enragés, Société d'Edition de la Pression et des six Atmosphères, 1935, 16 p.
- 1936
  - Édition complète et pratique des œuvres écrites de La Varende esq. : Pauvre capitaine, Editions du Sous-Marin à Voiles, 1936, 8 p.
- 1937
  - Le charmeur de torpilles, Société d'Edition de la Pression et des six Atmosphères, 16 p., 50 exemplaires.
  - Le Retour de l'enfant prodigue, Editions de la Pression et des Six Atmosphères, 1937, 16 p., 50 exemplaires.
- 1939
  - Le Goût du sang. Six images touchant le goût du sang au fil des mauvais jours, 1939, 6p.
- 1948
  - Le Sous-Marin à Voiles 1 l’assassinat bien tempéré, 16 p., Bruxelles, juin 1948.
  - Le Sous-Marin à Voiles 2 la chanson de malbrough, 16 p., Bruxelles, octobre 1948.
- 1949 
  - Le Sous-Marin à Voiles 3 Au ras du sol, 20 p., Bruxelles, janvier 1949.
  - Le Sous-Marin à Voiles 4 Rails de mon cœur, 20 p., Bruxelles, mars 1949.
- 1950
  - Le Sous-Marin à Voiles 5 Les 8 premières joies du Mariage, 20 p., Bruxelles, février 1950.
  - Le Sous-Marin à Voiles 6 Les 7 dernières joies du Mariage, 20 p., Bruxelles, mai 1950.
- 1988
  - Le sous-marin à voiles. Francis André, introduction de Suzanne André, Bruxelles, Libres Images, 1988.

## Illustrations
- Camille Caganus, Des hommes perdus. Poèmes. Dessins de Francis André, Liège, Editions L'horizon nouveau, 1946, 43 p.

## Sculptures
- Taureau, Musée en plein air du Sart Tilman, 1984, avec Claude Strebelle/Atelier du Sart Tilman.
- Le Grand Aigle des conquêtes animé par un moteur à merde, Musée en plein air du Sart Tilman, 1984, avec Claude Strebelle/Atelier du Sart Tilman.

## Filmographie
- Quentin Van de Velde, Francis André : le sous-marin à voiles, documentaire, 1987, 15'.